# ناروتو شيبودن (الموسم 1)
الموسم الأول من مسلسل ناروتو شيبودن والذي يضم 32 حلقة من الأنمي، أخرجه هاياتو داتيه وأنتجه إستديو بيرو و‌تلفاز طوكيو. أحداث الموسم مبنية على الجزء الثاني من مانغا ناروتو ابتداءً من الفصل 245 بواسطة ماساشي كيشيموتو. بدأ بث الموسم في 15 فبراير 2007 على تلفزيون طوكيو في اليابان وانتهى البث في 25 أكتوبر 2007. تدور أحداث الموسم مهمة ناروتو وفريقه لإنقاذ الكازيكاغي غارا من مُنظمة الأكاتسكي. صدرت مجلدات الديفيدي الثمانية في اليابان بعنوان إنقاذ الكازيكاغي (風影奪還 كازيكاغيه داكّان) ما بين 1 أغسطس 2007 و5 مارس 2008. بالإضافة إلى ذلك، يوجد محتوى إضافي بداخل المجلد السابع من الدي في دي مقتبسة من النهاية الثانية للمسلسل بعنوان إعصار! سجلات "أكاديمية قرية الورق" (疾風!"木ノ葉学園"伝 شيبُّو! "كونوها غاكوين" دِن).
يحتوي الموسم على خمس شارات موسيقية: شارتا بداية وثلاث شارات نهاية. شارة البداية الأولى هي «عودة البطل!!» (Hero's Come Back!!) من أداء نو بادي نوز، وقد اِستُخدِمت من الحلقة 1 حتى الحلقة 30، في حين أن شارة البداية الثانية هي «مسافة» (Distance) والتي من أداء لونغ شوت بارتي، والتي اِستُخدِمت في الحلقتين 31 و32. شارة النهاية الأولى هي "الشهاب" (流れ星 〜Shooting Star〜 ناغاريبوشي ~شوتنغ ستار~) من أداء هوم ميد كازوكو، وقد اِستُخدِمت من الحلقة 1 حتى الحلقة 18، أما شارة النهاية الثانية هي "إليكم جميعًا" (道 〜to you all ميتشي ~تو يو أول) من أداء ألوتو، والتي اِستُخدِمت من الحلقة 19 حتى الحلقة 30. وأخيرًا شارة النهاية الثالثة "قصتك" (キミモノガタリ كيمي مونوغاتاري) من أداء ليتل باي ليتل، والتي اِستُخدِمت في الحلقتين 31 و32. الفيلم الأول ناروتو شيبودن: الفيلم مبني على مسلسل ناروتو شيبودن قد أُصدر في 4 أغسطس 2007. النسخة الإذاعية من الحلقات 24 وحتى 27 تضمنت مشاهد في الفيلم في كلتا الشارتين البداية والنهاية، في حين أنها أبقت على الموسيقى الأصلية.

## أحداث الموسم
يبدأ الموسم الأول برجوع ناروتو من رحلته التدريبية مع المدرب جيرايا أحد السانين الأسطوريين، حيث أصبح أقوى بكثير من ذي قبل وازداد طوله؛ ويفاجأ ناروتو بأن أصدقاءه ترقوا لرتب أعلى فشيكامارو أصبح تشونين وقارا رفيق ناروتو أصبح الكازياغي وقائدا لقرية الرمل المخفية.ثم تتوالى أحداث هذا الموسم وتأخذ منحنى أكثر إثارة بهجوم الأكاتسكي على قرية الرمل المخفية بوساطة عضويها ديدرا وساسوري في محاولة لاختطاف قائدها قارا وأخذ الوحش شوكاكو صاحب الذيل الواحد المختوم بداخله؛ حيث دارت معركة عنيفة بين الكازيكاغي قارا وعضو الأكاتسكي ديدرا انتهت بسقوط الكازيكاقي قارا واختطافه من قبل الأكاتسكي وفي المقابل خسر ديدرا إحدى يديه.تحرك بعدها أخو الكازياغي كنكرو لملاحقة الأكاتسكي لكنه فشل في إيقافهم فقد تصدى له ساسوري وحطم دمى النينجا التي كان يستخدمها في القتال وأصابه بضربة بسلاحه المشبع بسم العقرب.بعدها تحرك فريق من كونوها بأمر من الهوكاغي الخامس السيدة تسونادي أحد النينجا الأسطوريين الثلاثة لمساندة قرية الرمل حليفة كونوها في محنتها مع الأكاتسكي وكان الفريق يضم كاكاشي وساكورا وناروتو وقد توجه الفريق لقرية الرمل وهناك ظهرت مهارة ساكورا الطبية إذ تدربت على يد السيدة تسونادي حيث عالجت كنكرو من سم ساسوري وهناك انضمت إليهم حكيمة قرية الرمل الجدة تشيو وتوجهوا لملاحقة الأكاتسكي.في هذه الأثناء كان الأكاتسكي يقومون باستخلاص البيجو من غارا ثم بعد ذلك واجهه فريق كاكاشي عضو الأكاتسكي إيتاشي وهزموه لكن تبين أنه كان نسخة من نوع خاص وليس إيتاشي الحقيقي، وعلى الجانب الآخر كان فريق غاي القادم لدعم فريق كاكاشي يواجه عضو الأكاتسكي كيسامي وتمكنوا من هزيمته لكن تبين أنه نسخة شأن شأن نسخة إيتاشي؛ وعندما التقى الفريقان عند مخبأ الأكاتسكي كان في انتظارهم خدعة من خدع الأكاتسكي حيث ظهرت نسخ مطابقة لكل فرد من أفراد فريقي كونوها وانهمكوا في مقاتلتهم وبعد أن هزموهم اقتحموا المخبأ فتفاجؤوا بأن الكازيكاغي غارا أصبح ميتا.بعدها وضع ديدرا جثة قارا في فم طائر طيني من صنعه وطار به عندها اهتاج ناروتو وشرع بملاحقته؛ فلحق كاكاشي بناروتو لمساندته ودارت معركة بينهم تمكن فيها كاكاشي من قطع ذراع ديدرا الأخرى بوساطة الشارينغان حيث نقلها إلى بعد آخر وفي ذلك الوقت كان الجدة تشيو تخوض قتالا عنيفا ضد حفيدها ساسوري إلى جانب ساكورا حيث تمكنتا من هزيمته واللحاق بكاكاشي وناروتو اللذين تمكنا من استعادة جثة الكازيكاقي وقد كان ناروتو غاضبا جدا من أجل غارا حتى أنه كاد يستخدم تشاكرا الكيوبي لكن كاكاشي أخمدها في الوقت المناسب عندها فجر ديدرا قنبلة كبيرة ليقتلهم جميعا لكن كاكاشي نقلها لبعد آخر دون أن يصاب أحد بأذى عندها أخذوا جثة غارا وعادوا بها إلى قرية الرمل ظانين أن ديدرا قد فجر نفسه ومات.وفي طريقهم لقرية الرمل تلقتهم حشود من نينجا قرية الرمل اللذين صعقوا بموت قائدهم غارا ولكن الجدة تشيو ضحت بحياتها مستخدمة أسلوبا محرما لتعيد الكازيكاغي غارا للحياة.فعادوا جميعا لقرية الرمل وتشكلت رابطة صداقة قوية جدا بين ناروتو وغارا وبين قرية الرمال وكونوها لتنتهي أحداث الموسم الأول عند هذا الحد.

## قائمة الحلقات
| الرقم | الرقم                                      | عنوان الحلقة                                             | فصول المانغا                               | تاريخ العرض الأصلي                         |
| السلسلة | الموسم                                     | عنوان الحلقة                                             | فصول المانغا                               | تاريخ العرض الأصلي                         |
| إنقاذ الكازيكاغي (風影奪還 كازيكاغي داكَّان) | إنقاذ الكازيكاغي (風影奪還 كازيكاغي داكَّان) | إنقاذ الكازيكاغي (風影奪還 كازيكاغي داكَّان)               | إنقاذ الكازيكاغي (風影奪還 كازيكاغي داكَّان) | إنقاذ الكازيكاغي (風影奪還 كازيكاغي داكَّان) |
| --- | ------------------------------------------ | -------------------------------------------------------- | ------------------------------------------ | ------------------------------------------ |
| 221 | 1                                          | «العودة للوطن» (帰郷)                                    | 245                                        | 15 فبراير 2007                             |
| تتحدث الحلقة بشكل أساسي عن عودة ناروتو بعد سنتين ونصف على ذهابه للتدريب مع الناسك المنحرف جيرايا حيث أصبح عمره خمس عشرة سنة وازداد طوله بشكل واضح وكيف فرح أصدقائه كثيرا بعودته وخصوصا كونوهامارو الذي اتقن اسلوبا جديدا كان ناروتو يستعمله في الماضي ويجعل أنف العدو ينزف دما غزيرا ولكن ساكورا تضرب ناروتو لأنه علم كونوهامارو هذا الأسلوب وجعله يفعله أمامها وتكون ضربتها قوية جدا لأنها تدربت على يد الشهاب الخامس السيدة تسونادي ثم يتم استدعاء ناروتو وساكورا لمكتب السيدة تسونادي لإخبارهم بمهمتهم الأولى. |                                            |                                                          |                                            |                                            |
| 222 | 2                                          | «الأكاتسوكي تتحرك» (暁, 始動)                            | 245-247                                    | 15 فبراير 2007                             |
| يسمع ناروتو في هذه الحلقة أخبار تطور قدرات الكثير من أصدقائه فمثلا قارا أصبح كازيكاقي قرية الرمل ونيجي أصبح جونين وفي هذه الحلقة يلتقي كاكاشي بجيرايا لمناقشة بدء تحرك الأكاتسكي بحثا عن الوحوش المذيلة ويخبر كاكاشي ناروتو وساكورا أنه سيختبرهما ليرى مدى تطورهما ويهدي كاكاشي لناروتو أحد كتب السيد جيرايا وفي هذا الوقت يكون قارا في اجتماع مع مستشاري قرية الرمل ولكن للأسف يكون هناك خائن وجاسوس خفي للأكاتسكي قد حضر الاجتماع هو يورا من قرية الرمل مما سهل وصول الاكاتسكي إلى مدخل قرية الرمل لبدء هجومهم على غارا للحصول على الوحش ذو الذيل الواحد الراكون شيكاكو المختوم داخل غارا.                                                  |                                            |                                                          |                                            |                                            |
| 223 | 3                                          | «نتائج التدريب» (修業の成果)                             | 246-248                                    | 22 فبراير 2007                             |
| يبدأ كاكاشي باختبار طلابه ليرى مدى تطورهم فيطلب منهم أن يفعلوا نفس الأمر الذي فعلوه سابقا في صغرهم وهو أن يأخذوا منه أجراس علقها على بنطاله فيحاول ناروتو وساكورا أخذها ويستخدمان كل الوسائل الممكنة وتظهر نتائج تدريب ناروتو حيث أنه يتفادى ضربة موجهة من كاكاشي عن طريق جعل نسخته تسحبه في الجو وتبعده عن مسار الضربة وتكون السيدة تسونادي تراقب القتال من على شجرة وتعترف بأن ناروتو وساكورا قد تطورا وفي هذا الوقت يبدأ ديدرا استطلاعاته للعثور على قارا حيث يرمي عناكب متفجرة على الحراس فتقتلهم فورا ثم يحلق بطائر يصنعه من طين متفجر وينظر بعينه التي عليها جهاز يشبه المنظار مفتشا عن غارا ليجد غارا ينتظره أعلى قمة مبنى الكازيكاقي. |                                            |                                                          |                                            |                                            |
| 224 | 4                                          | «جينشوركي الرمال» (砂の人柱力)                           | 248                                        | 1 مارس 2007                                |
| يبدأ القتال بين عضو الأكاتسكي ديدرا والكازيكاقي قارا ويبدأ كنكرو بالتحرك لمواجهة الأكاتسكي في هذا الوقت يكون القتال ما زال جاريا بين ناروتو وساكرا من طرف وكاكاشي من طرف آخر حيث يحاول ناروتو وساكرا إجبار كاكاشي على ترك القراءة في الكتاب ليستغلا ذلك ويباغتاه ويأخذا الجرس المعلق على سرواله. |                                            |                                                          |                                            |                                            |
| 225 | 5                                          | «بصفتي الكازيكاغي...!» (風影として...!)                  | 249                                        | 15 مارس 2007                               |
| بينما كان ديدرا يحرر يده بعد أن تهشمت من رمل الكازيكاغي غارا ،كان قرويو قرية الرمل وسكانها يشاهدون القتال بين غارا وديدرا من على أرض القرية حينها تذكر كنكرو رغبة الكازيكاغي غارا بحماية الجميع ليصبح معترفا به من قبل جميع أهل القرية وهذا شأن أغلب الجنشوريكي كناروتو.عضو الأكاتسكي ديدرا استفاد من وحود الأهالي أسفل منه وألقى بمتفجراته من نوع C3 على القرية وعندما أمر باكي من قرية الرمل قوات القرية بالتوقف عن الهجوم بدأ ديدرا الانفجار. في هذه الأثناء وهناك في كونوها تقبل كاكاشي الهزيمة واعترف بها عندها أعادت السيدة تسونادي تشكيل الفريق السابع تحت مسمى فريق كاكاشي.                                                           |                                            |                                                          |                                            |                                            |
| 226 | 6                                          | «انتهت المهمة» (ノルマクリアー)                          | 249                                        | 29 مارس 2007                               |
| ألقى ديدرا بمتفجراته من نوع C3 ؛مستفيدا من وجود المدنيين من أهل قرية الرمل في قتاله مع غارا وبالرغم من أن غارا حاول تظليل القرية برماله لحماية القرويين؛ إلا أن ديدرا استطاع دس بعض من متفجراته الطينية في رمل غارا ثم ما لبث أن فجرها في غارا تاركا إياه في حالة عدم وعي ثم حمله وطار به للقاء زميله في الأكاتسكي ساسوري. |                                            |                                                          |                                            |                                            |
| 227 | 7                                          | «أسرع يا كانكرو» (疾走れカンクロウ)                      | 250-251                                    | 29 مارس 2007                               |
| بعد أن حمل ديدرا غارا، طار به خارجا من القرية للقاء بزميله ساسوري ثم يتبعه كانكورو مع مجموعة من الشينوبي للامساك به وانقاذ غارا لكن ساسوري وديدرا يعدون لهم فخا، فيقع ضحيته اثنان من الشينوبي، لكن يتمكن كانكورو بانقاذهم، ونتيجة لذلك ينسد الطريق على باقي الشنوبي، ويكمل كانكورو الطريق وحده، لكن ساسوري يكشفه ويتصدى ليكمل ديدرا الطريق وحده حاملا غارا إلى مقر الاكاتسكي، ثم تدور معركة طاحنة بينهم وتنتهي بتدمير كل دمى كانكورو وسقط مسمما بواسطة سم ساسوري الذي يكشف نفسه عن كونه صانع كل تلك الدمى والذي غادر القرية منذ 20 سنة، ثم يغمى على كانكورو.                                                                                  |                                            |                                                          |                                            |                                            |
| 228 | 8                                          | «خروج فريق كاكاشي» (出撃, カカシ班)                      | 250                                        | 12 أبريل 2007                              |
| بعد أن أغمي على كانكورو يلحق ساسوري بديدرا ويصل نينجا قرية الرمال إليه بعد إستلام الصقر ويأخذونه لسرعة إلى القرية ويرسلون مهمة إنقاذ غارا إلى كونوها، تقرر تسونادي إرسال فريق كاكاشي لتولي المهمة وتلحق به فريق غاي للدعم. |                                            |                                                          |                                            |                                            |
| 229 | 9                                          | «دموع الجينشوكي» (人柱力の涙)                            | 251-252                                    | 12 أبريل 2007                              |
| قبل أن يصل فريق كاكاشي إلى قرية الرمال تلقي بهم تيماري أخت غارا وتأخذهم إلى المستشفى بينما تحاول الممرضات والممرضين إنقاذ حياة كانكورو لكن يفشلون ويتألم باكي برؤية ما يحدث لكانكورو ويخبر الجدة تشيو وأخوها إبيزو بما حصل معه لكن تشيو لا تهتم حتى تعرف أن من سممه هو ساسوري. |                                            |                                                          |                                            |                                            |
| 230 | 10                                         | «تقنية الختم: أشباح التنين التسعة» (封印術·幻龍九封尽)   | 253-254                                    | 19 أبريل 2007                              |
| بعض وصول ديدرا مع جينشوريكي الرمال إلى مقر الاكاتسكي، يجتمع كل اعضاء الاكاتسكي فوق تمثال ضخم ليمدوه بالشاكرا ثم يفتح فمه ويطلق نوعا خاصا من الشاكرا تجاه غارا ويبدأ بامتصاص الوحش من داخل غارا وفي هذه الأثناء يصل فريق كاكاشي إلى قرية الرمل وترى تشيو كاكاشي وتدرك أنه ابن الناب الأبيض وتهاجمه. |                                            |                                                          |                                            |                                            |
| 231 | 11                                         | «تلميذة النينجا الطبية» (医療忍者の弟子)                 | 253-254                                    | 26 أبريل 2007                              |
| بعد وصول فريق كاكاشي وتيماري إلى قرية الرمال، تهاجم تشيو كاكاشي لكن يوقفها أخوها إيبوزو، يخبرهم المسؤولون عما حدث لكانكورو، ثم يذهبون للمستشفى وتقوم ساكورا بفحص كانكورو بواسطة جتسو طبي خاص وتجد السم فتذهب إلى مستنبت تابع للمشفى وتصنع ترياقا للسم وتشفي كانكورو ثم يخبرهم بحقيقة ساسوري، ثم يصل الخبر إلى احدى اعضاء مجلس القرية الجدة تشيو المتقاعدة. |                                            |                                                          |                                            |                                            |
| 232 | 12                                         | «قرار الجدة المتقاعدة» (隠居ババアの決意)                | 254-255                                    | 3 مايو 2007                                |
| يتبين ان الجدة تشيو هي جدة ساسوري وتقرر الذهاب مع فريق كاكاشي لانقاذ غارا، رغم ان هدفها الحقيقي هو رؤية حفيدها ساسوري فلم يتبقى غيره في عائلتها لأن والداه مات في الحرب، ثم انطلقا إلى مقر الأكاتسكي، ويتوجه فريق كاكاشي وتشيو ويقتربون من مخبأ الأكاتسكي ويكشفهم زيتسو ويخبر الأكاتسكي ويرسلان نسختان مزيفتان عن إيتاشي وكيسامي لإبطائهم وفريق غاي أيضا يتقدم بسرعة. |                                            |                                                          |                                            |                                            |
| 233 | 13                                         | «مقابلة مع المصير» (因縁あいまみえる)                    | 256-257                                    | 10 مايو 2007                               |
| يوقف إيتاشي فريق كاكاشي ويحذر فريق كاكاشي أفراد الفريق بأن يحذروا من الشارينغان خاصته فمن الممكن أن يفعل المانغيكيو شارينغان ويقضي عليهم بوهم قوي (التسوكيومي)، بينما يهاجم كيسامي فريق غاي ويعاركهم ويحبطون كل هجوماته فيستعمل مهارة النسخ ويهاجم الحقيقي غاي بسيفه ويغرقه تحت مياهه ويخرج خمسة قروش ويهاجمه ويتذكر كيسامي أول مواجهة بينهما في كونوها ويحاصره بقروشه في الماء. |                                            |                                                          |                                            |                                            |
| 234 | 14                                         | «نمو ناروتو» (ナルトの成長)                              | 258-259                                    | 17 مايو 2007                               |
| بعد محاصرة كيسامي غاي بقروشه تحت الماء ويعجز غاي على صدهم ويكاد يختنق في الماء ويفتح البوابة السادسة المحرمة ويقوم بمهارة أسا كوجاكو حيث يقذفه بكرات لهب ويقفز إليها ويقضي عليه، بينما يقاتل ناروتو إيتاشي ويقع في وهم الشارينغان لكن تحرره ساكورا وتشيو ويهاجم كاكاشي إيتاشي لكنه يقفز بعيدا. |                                            |                                                          |                                            |                                            |
| 235 | 15                                         | «اسم السلاح السري...!» (隠し玉 名付けて...!)             | 260                                        | 24 مايو 2007                               |
| يقاتل إيتاشي كاكاشي وناروتو ويختبأ ناروتو بعيدا في الغابة وينتظر اللحظة المناسبة للهجوم على إيتاشي ويقاتل كاكاشي إيتاشي وحده ويقاتله بالغينجتسو لكن هذه المرة يصمد أمام إيتاشي ويتمكن كاكاشي من تقييده ويهجم عليه ناروتو بالراسينغان قوية جدا مستمدا طاقة الكيوبي ويقضي عليه لكنه يتبين أنه مجرد نسخة ويكملون طريقهم إلى مخبأ الأكاتسكي. |                                            |                                                          |                                            |                                            |
| 236 | 16                                         | «سر الجينشوركي» (人柱力の秘密)                           | 261                                        | 31 مايو 2007                               |
| تكتشف الفرق أن الهدف من تلك النسخ هو تعطيلهم وتأخيرهم فقط لأنها ليست بقوتها الكاملة وهنا تستنتج تشيو أن استخراج وحش البيجو من الجينشوريكي يتطلب وقتا طويلا وتتوقف الفرق للإستراحة فقد تعبوا كثيرا بمواجهة نسخ الأكاتسكي ويأمر قائد الأكاتسكي زيتسو بصنع نسخ من يورا وميوباك أحد القادة للشينوبي في قرية الرمال. |                                            |                                                          |                                            |                                            |
| 237 | 17                                         | «موت غارا!» (我愛羅死す!)                                | 261-262                                    | 7 يونيو 2007                               |
| بعد إستراح فرق كونوها تنطلق مجددا إلى مقر الأكاتسكي وهنا تنتهي الأكاتسكي من ختم غارا ويموت لكنهم لا زالوا بحاجة إلى إخلاء المكان ويرسلون يورا وميوباك لتأخيرهم بينما يخبر كاكاشي تشيو أن ناروتو جينشوريكي أيضا وتتذكر حين قامت بختم ذي الذيل الواحد في غارا وهنا يواجهون يورا وميوباك وتتمكن الأكاتسكي من إخلاء المخبأ ونقل تمثال الغيدو الضخم ويأمر القائد ديدرا بإعادة جثة غارا بمساعدة ساسوري وهنا يصل الفريقان إلى مخبأ الأكاتسكي. |                                            |                                                          |                                            |                                            |
| 238 | 18                                         | «الاقتحام! دخول زر الخطاف» (突入!ボタンフックエントリー) | 262-263                                    | 21 يونيو 2007                              |
| بعد وصول فريق كاكاشي وتشيو إلى مقر الاكاتسكي، يجدون في طريقهم بابا ضخما من الصخر فتتقدم ساكورا وتحطمه كليا لكنهم وصلوا متاخرين كثيرا فيجدون ساسوري وديدرا الحامل لجثة غارا، ويمتطي طائره ويذهب لكن يلحق به ناروتو ويتبعه كاكاشي ويتصدى كل من ساكورا وتشيو لساسوري. |                                            |                                                          |                                            |                                            |
| 239 | 19                                         | «تفعيل الفخاخ! أعداء فريق غاي» (罠作動!ガイ班の敵)       | 263-264                                    | 5 يوليو 2007                               |
| يصل فريق الدعم (فريق غاي )لكنهم يقعون في فخ الأكاتسكي، حيث يقاتلون نسخا مطابقة عنهم (نسخ من صنع زيتسو)ثم يبدأون بالقتال معهم. |                                            |                                                          |                                            |                                            |
| 240 | 20                                         | «هيروكو ضد اثنان من الكونيوتشي» (ヒルコVS二人の女忍者)   | 264-265                                    | 19 يوليو 2007                              |
| بعد ملاحقة ناروتو وكاكاشي لديدرا، تضطر ساكورا لمواجهة ساسوري مع الجدة تشيو التي تخبرها بانها استنتجت ان ما يظنونه ساسوري هو مجرد دمية اسمها هيروكو، ثم تخبرها في أذنها بخطة لتدميرها، ويبدأ العراك بينهم وتتمكن ساكورا بتدمير الدمية بمساعدة تشيو، ثم يقفز ساسوري من بين الحطام مغطا بقماش أسود. |                                            |                                                          |                                            |                                            |
| 241 | 21                                         | «وجه ساسوري الحقيقي» (サソリの素顔)                      | 266-267                                    | 26 يوليو 2007                              |
| بعد تدمير هيروكو، يكشف ساسوري عن وجهه الحقيقي، وتنذهل الجدة تشيو كثيرا، لأنه لم يتغير بعد العشرين سنة فما زال صغيرا كما كان، ثم يخرج دميته (الكازيكاغي الثالث)فقبل 20سنة قتل ساسوري الكازيكاغي وحوله إلى دمية. |                                            |                                                          |                                            |                                            |
| 242 | 22                                         | «ورقة تشيو الرابحة» (チヨの奥の手)                       | 267-268                                    | 2 أغسطس 2007                               |
| بعد أن أظهر ساسوري دمية الكازيكاغي، هاجم ساكورا بالدمية وبدأو بالقتال ثم ينتهي بانقاذ الجدة ساكورا من هجوم الدمية بواسطة دميتا تشيو. |                                            |                                                          |                                            |                                            |
| 243 | 23                                         | «"الأب" و"الأم"» (「父」と「母」)                        | 268-269                                    | 2 أغسطس 2007                               |
| يتضح في ما بعد بأن تلك الدميتان هما والدا ساسوري اللذان ماتا في الحرب ثم حول ساسوري جتثهم إلى دمى كما فعل مع الكازيكاغي لكنه تركهم، ثم يقوم ساسوري بالقيام بمهارة خاصة بالكازيكاغي ويهاجمهم. |                                            |                                                          |                                            |                                            |
| 244 | 24                                         | «الكازيكاغي الثالث» (三代目風影)                         | 269-270                                    | 9 أغسطس 2007                               |
| بعد تفعيل ساسوري لمهارة الكازيكاغي، يهاجم ساكورا وتشيو لكنهم نجوا من الضربة ويعيد الكرة، وينجون مرة أخرى لكنها فقدت السيطرة على كلا الدميتان، فتستخدم تشيو ساكورا كدمية، لكن يقضى عليها وتسقط. |                                            |                                                          |                                            |                                            |
| 245 | 25                                         | «ثلاث دقائق بين الحياة والموت» (生と死の三分間)          | 270-271                                    | 16 أغسطس 2007                              |
| بعد أن سقطت ساكورا، تنطلق الدمية بسرعة نحو ساكورا لقتلها لكن تنهض ساكورا وتضرب الدمية بقوة وتحطمها (لأنها كانت تحتفظ بترياق السم)، وفي هذه الأثناء لا يزال فريق غاي عالقا في الفخ بينما يستجمع كاكاشي شاكراه لفتح عينه الجديدة، ثم تقوم ساكورا بشفاء جروحها، ويفاجئهم ساسوري بنزع ردائه ويكشف بأنه حول نفسه إلى دمية فيبدأ بقذفهم بالنار، بينما يكتشف فريق غاي سر النسخ ويدمرونها، بينما ساسوري يبدأ بقذفهم بالماء، وبعدها يهاجم ساكورا ويتجه نحو تشيو لكن ساكورا توقفه وتدمره. |                                            |                                                          |                                            |                                            |
| 246 | 26                                         | «قتال الدمى: 10 ضد 100» (十機vs百機)                     | 272-273                                    | 23 أغسطس 2007                              |
| رغم أن ساكورا دمرت ساسوري، نهض مجددا ويقول لهم بأن المعركة الحقيقية بدأت للتو، ثم تستعيد تشيو قواها وتخرج 10 دمى ويخرج ساسوري 100 دمية وتبدأ المعركة بينهم وتنتهي بدمار الدمى العشر لتشيو وختم ساسوري من طرف ساكورا، لكن فجأة تنهض دمية تشبه ساسوري وتهاجم تشيو لكن ساكورا تتلق الضربة وتنقذها. |                                            |                                                          |                                            |                                            |
| 247 | 27                                         | «حلم مستحيل» (叶わぬ夢)                                  | 274-275                                    | 30 أغسطس 2007                              |
| بعد تلقي ساكورا للضربة، يقوم ساسوري بمهاجمة تشيو لكنها تستخدم دميتا أبيه وأمه لختمه مرة أخرى ويتذكر طفولته وحلمه بينما تستخدم تشيو مهارة خاصة لأنقاذ ساكورا وتستعيد وعيها ويخبرها ساسوري بأنه سيلتقي بشخص يتجسس على أوروتشيمارو لصالحه بعد عشرة أيام في جسر تينشي ويموت. |                                            |                                                          |                                            |                                            |
| 248 | 28                                         | «الوحوش: حية مجددًا» (蘇る獣たち)                         | حصرية                                      | 13 سبتمبر 2007                             |
| يستمر فريق غاي بمقاتلة تلك النسخ ويلاحظون بأنهم بدأوا يضعفوا وتلك النسخ تزداد قوة وهنا يكتشف لي أن الطريقة الوحيدة لهزمهم هي استعادة وإستجماع كل قواهم ومواجهتهم بقوتهم الكاملة وينفذون خطته وينجحون بتدمير النسخ ويرى نيجي بالبياكوغان خاصته أن المعركة بين ساسوري وساكورا وتشيو إنتهت بموت ساسوري ويذهب الإثنان للحاق بكاكاشي وناروتو. |                                            |                                                          |                                            |                                            |
| 249 | 29                                         | «فتح عين كاكاشي!» (カカシ開眼!)                          | 276-277                                    | 27 سبتمبر 2007                             |
| بعد أن إستجمع كاكاشي شاكراه يفتح عينه (المانغيكيو شارينغان) وينطلق بسرعة هائلة ويقطع طريق ديدرا ويسحب يده اليمنى إلى بعد آخر ويسقط عليه ناروتو براسينغان قوية لكنه يقفز بسرعة ويسقط طائره ويجد ناروتو بداخله جثة غارا فيستجيب الكيوبي لغضب ناروتو ويهاجم ديدرا ويسقطه لكنه كان مجرد نسخة ثم يهدئه كاكاشي وتنضم إليهم ساكورا وتشيو ويهرب ديدرا لكن يمسك به فريق غاي ويصنع قنبلة قوية ويفجرها لكن ينقل كاكاشي الأنفجار إلى بعد آخر وينقذ الكل، رغم أنهم ظنوا أنه مات. |                                            |                                                          |                                            |                                            |
| 250 | 30                                         | «جماليات هذه اللحظة» (瞬間の美学)                        | 277-278                                    | 27 سبتمبر 2007                             |
| في طريق عودتهم للقرية تحاول ساكورا مساعدة غارا لكنها تجده ميتا، فيشعر ناروتو والجميع بالحزن الشديد ويبدأ ناروتو بالبكاء ويصل مجموعة من الشينوبي من القرية إلى المكان ويخيب ظنهم، على إثر هذا تقوم تشيو بالقيام بمهارة خاصة وتعيد إحياء غارا. |                                            |                                                          |                                            |                                            |
| 251 | 31                                         | «الإرث» (継がれゆくもの)                                 | 279-280                                    | 18 أكتوبر 2007                             |
| بعد إحياء غارا من طرف تشيو، يشعر ناروتو والشينوبي بالفرح لكنهم يكتشفون بأن تشيو ضحت بنفسها لأحياء غارا لكي تموت كشينوبي حقيقي تاركة مستقبل القريتان بين أيدي غارا وناروتو، ثم يأمر غارا الجميع بأن يصلوا للجدة تشيو. |                                            |                                                          |                                            |                                            |
| 252 | 32                                         | «عودة الكازيكاغي» (風影の帰還)                           | 280-281                                    | 25 أكتوبر 2007                             |
| عاد جميع الشينوبي إلى القرية المخفية في الرمل ورحب كل أهالي القرية بغارا ليعود إلى منصبه الكازيكاغي وتشكلت رابطة قوية بين قرية الرمال والقرية المخفية في الورق ثم يودع غارا ناروتو عند بوابة القرية، بينما يتضح أن ديدرا لم يمت وذلك مجرد نسخة مزيفة من زيتسو ويقوم ديدرا بإعادة يديه وشفاء نفسه ويأتي زيتسو مع عضو الأكاتسكي الجديد المدعو توبي ويضع قناع على وجهه ويخبره زيتسو بأنه شريكه الجديد، بينما يقوم أحد قادة كونوها يدعى دانزو بالتخطيط لضم عضو جديد للفريق السابع يدعى ساي. |                                            |                                                          |                                            |                                            |

## إصدارات منزلية
| المجلد | تاريخ         | أقراص | حلقات | مرجع  |
| ------ | ------------- | ----- | ----- | ----- |
| 1      | 1 أغسطس 2007  | 1     | 1–4   | [ 4 ] |
| 2      | 5 سبتمبر 2007 | 1     | 5–8   | [ 4 ] |
| 3      | 3 أكتوبر 2007 | 1     | 9–12  | [ 4 ] |
| 4      | 7 نوفمبر 2007 | 1     | 13–16 | [ 4 ] |
| 5      | 5 ديسمبر 2007 | 1     | 17–20 | [ 4 ] |
| 6      | 1 يناير 2008  | 1     | 21–24 | [ 4 ] |
| 7      | 6 فبراير 2008 | 1     | 25–28 | [ 4 ] |
| 8      | 5 مارس 2008   | 1     | 29–32 | [ 4 ] |

## معلومات
1. ↑  جينشوركي (人柱力 جينشوريكي؟، تعني حرفيًا: قوة الإنسان الضحية)، وهي تشير إلى الإنسان الذي خُتم به وحش مذيل.
2. ↑  الكازيكاغي (風影 كازيكاغي؟، تعني حرفيًا "ظل الرياح") وهو لقب قائد قرية الرمال المخفية.
3. ↑  كونيوتشي (باليابانية:くノ一) (بالصينية:女忍者) هي فتاة النينجا وهي مشتقة لفظ امرأة باليابانية